# Зцілення біснуватого в Капернаумі

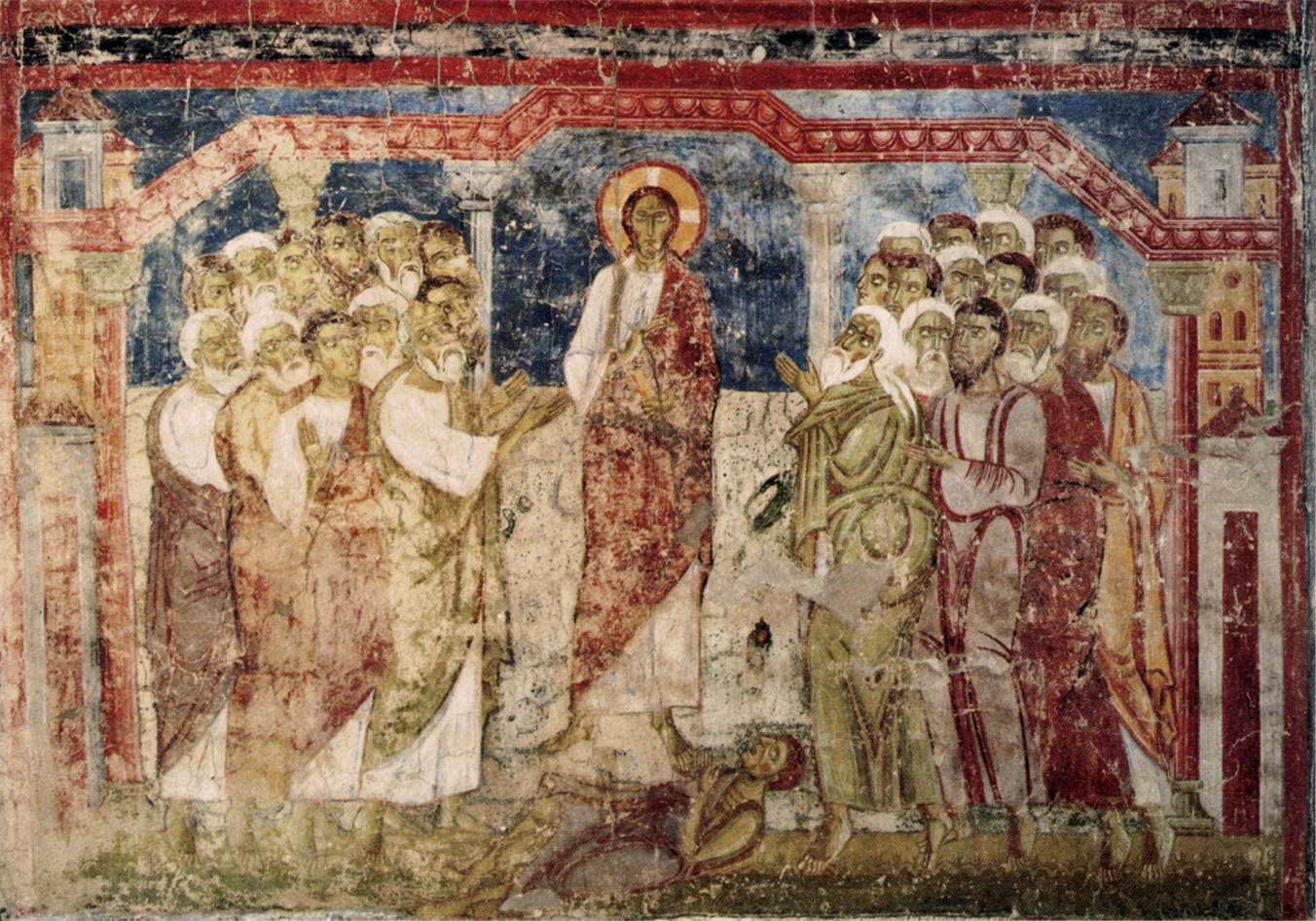
Ісус Христос зціляє біснуваного. Фреска 11 ст. Бенедиктинський монастир. Ламбах.

Зцілення біснуватого в Капернаумі — одне з чудес Ісуса Христа описане в Євангеліях від Марка (1: 21–28) та Луки (4: 31–37). Ісус Христос у той час перебував у Капернаумі і після науки у синагозі у присутності всіх звільнив біснуватого від злого духа, що на його наказ спочатку почав несамовито кричати, але таки мусів послухатися Ісуса.
Коли ще гомоніли ці слова, Ісус виходить із синагоги і прямо йде до хати Симона Петра, де знаходить його тещу хворою (див. Зцілення Петрової тещі).